# Siphiwo Ntshebe
Siphiwo Ntshebe (ur. 28 czerwca 1974  – zm. 24 maja 2010) – południowoafrykański śpiewak operowy.
Siphiwo Ntshebe urodził się w 1974 roku w Port Elizabeth. Śpiewać i występować przed rodziną i znajomymi zaczął w wieku pięciu lat, później muzycznie znajdował się pod wpływem dziadka, który był pastorem. Dopiero w wieku kilkunastu lat zaczął kształcić swoje umiejętności, rozpoczął pracę ze szkolnym chórem. W wieku 16 lat wystąpił w Port Elizabeth, wkrótce potem rozpoczął edukację muzyczną na Uniwersytecie Kapsztadzkim oraz w australijskim Brisbane. Edukację zakończył w 2007 roku.
Ntshebe miał śpiewać na uroczystości otwarcia piłkarskich mistrzostw świata w RPA 11 czerwca 2010.
Nazywany "Pavarottim RPA".
Zmarł 24 maja 2010 roku w Port Elizabeth na zapalenie opon mózgowych.

## Dyskografia
- Hope (2010)